# Atractus limitaneus
Atractus limitaneus är en ormart som beskrevs av AMARAL 1935. Atractus limitaneus ingår i släktet Atractus och familjen snokar. Inga underarter finns listade.
Enligt The Reptile Database och IUCN är Atractus limitaneus ett synonym till Atractus collaris.